# Reactor de II generació

Comparació de la mida dels vaixells del reactor de la II generació.

Un reactor de segona generació és una classificació de disseny per a un reactor nuclear i fa referència a la classe de reactors comercials construïts fins a finals de la dècada de 1990. Les versions prototípiques i anteriors de PWR, CANDU, BWR, AGR, RBMK i VVER es troben entre elles.
Aquests es diferencien del reactors de I generació, que fan referència als primers prototips de reactors de potència, com ara Shippingport, Magnox / UNGG, AMB, Fermi 1 i Dresden 1. L'últim reactor comercial de potència Gen I es va localitzar a la central nuclear de Wylfa i va deixar de funcionar a finals de 2015. La nomenclatura per als dissenys de reactors, que descriu quatre "generacions", va ser proposada pel Departament d'Energia dels EUA quan va introduir el concepte de reactors de quarta generació.
La designació de reactor de generació II+ s'utilitza de vegades per a dissenys modernitzats de generació II construïts després de 2000, com el xinès CPR-1000, en competència amb dissenys de reactors de generació III més cars. Normalment, la modernització inclou sistemes de seguretat millorats i una vida útil de disseny de 60 anys.
Els dissenys de reactors de la segona generació tenien generalment una vida útil de disseny original de 30 o 40 anys. Aquesta data es va fixar com el període durant el qual s'amortitzaran els préstecs contractats per a la planta. No obstant això, molts reactors de la II generació s'estan allargant la vida útil fins a 50 o 60 anys, i una segona allargament de la vida útil fins als 80 anys també pot ser econòmica en molts casos. El 2013, al voltant del 75% dels reactors nord-americans encara en funcionament s'havien concedit llicències d'extensió de la vida útil fins a 60 anys.
El reactor número 4 de Txernòbil que va explotar va ser un reactor de segona generació, concretament RBMK-1000.
Els tres reactors destruïts de Fukushima Daiichi eren reactors de segona generació; concretament els reactors d'aigua en ebullició Mark I (BWR) dissenyats per General Electric. L'any 2016, la unitat 2 de l'estació de generació nuclear de Watts Bar va entrar en línia i és probable que sigui l'últim reactor de la II generació que entri en funcionament als Estats Units.